# Retablillo de Don Cristóbal
El retablillo de Don Cristóbal es una farsa para guiñol en un acto escrita por Federico García Lorca en 1930.

## Argumento
Don Cristóbal es un adinerado bruto y malencarado, siempre con la cachiporra en mano, que busca una chica joven y guapa para desposarla (casarse con ella). Sus deseos coinciden con los de la madre de Doña Rosita, que aspira a encontrar un buen pretendiente para su hija. Llegados a ese punto, ambos acuerdan llevar a término sus fines, para desgracia del resto de personajes. Rosita, sin embargo, logra engañar a su ya marido y tiene encuentros con sus amantes, hasta dar a luz a cinco hijos, que reclama que son de Don Cristóbal. Éste, enfurecido, la emprende a golpe de porra con madre e hija. Pero ese será solo el principio de una larga trama de despropósitos, cachiporrazos y gritos.

## Personajes de la farsa
- Don Cristóbal: Viejo verde y adinerado que desea casarse con Rosita.
- Rosita: Joven de gran belleza, obligada a casarse contra su voluntad.
- Madre de Rosita: Dispuesta a todo por dinero.
- Enfermo: Que aspira a ser curado por Don Cristóbal
- Currito: Amante de Rosita.

## Versiones

### En Hispanoamérica
En Argentina, el primer montaje se realizó en la trastienda del Teatro Avenida de la ciudad de Buenos Aires. Este hecho ocurrió durante el viaje que el poeta realizó entre 1933-1934 y luego de una representación de Bodas de sangre de la compañía de Lola Membrives. El titiritero Javier Villafañe relató así el acontecimiento en sus memorias: “en el escenario del Teatro Avenida se instaló un precario tinglado de guiñol, a la manera popular. Todo fue supervisado por Federico, un grupo de amigos (…) y algunos actores de Lola Membrives, que secundaron a Lorca en el manejo de los muñecos durante la representación. Esto ocurría alrededor de las dos de la mañana (…) Éramos alrededor de cincuenta personas y nos ubicamos en los asientos de adelante para estar más cerca del escenario. Ofrecieron una estupenda e inolvidable exhibición de títeres de cachiporra. (…) Siguieron además improvisaciones y tomaduras de pelo al público, dichas por los muñecos, y no faltaron bromas y cargadas a los críticos teatrales presentes.”

### En España
En 1972, el grupo de teatro independiente Tábano estrenó en Madrid una versión del El retablillo de Don Cristóbal en clave de muñecos humanos o polichinelas, es decir con actores en vez de títeres; se presentó en la Sala Magallanes, local del Teatro Experimental Independiente, llevándolo luego en giras por España y Europa y, animados por Pepe Monleón, director de la revista de teatro Primer Acto, asistieron al Festival de Manizales, en Colombia.
En 1988, José Luis Alonso y Gerardo Vera, antiguos miembros de "Tábano", presentaron un nuevo montaje con actores de carne y hueso: Pepe Lara, Juan José Otegui, Alfonso del Real, Milagros Martín, Pedro del Río y Chari Moreno.
En 1997, Alicia Hermida hizo una versión, también con actores de carne y hueso.